# Летовица
Летовица (на сръбски: Летовица или Letovica) е село в община Буяновац, Пчински окръг, Сърбия.

## Етнически състав
- 1115 (99,02%) – албанци